# Phénibut
Le phénibut ou acide 4-amino-3-phénylbutanoïque est une substance GABA-mimétique, commercialisée sous les noms Anvifen, Fenibut et Noofen.
En 2020, le phénibut est inscrit sur la liste des psychotropes par le ministère des Solidarités et de la santé. La production, la vente ou cession, l’acquisition et l’emploi sont interdits, compte tenu des risques graves pour la santé publique liés à la consommation de cette drogue de synthèse.

## Mécanisme d'action
Le phénibut agit comme un agoniste complet du récepteur GABAB, de la même manière que le baclofène,.  Il a une affinité pour le récepteur GABAB entre 30 et 68 fois plus faible que le baclofène et, de ce fait, il est utilisé à des doses comparativement bien plus importantes. 
Le phénibut se présente sous la forme de deux éniantiomères : le phénibut (R) a une affinité 100 fois plus élevée pour le récepteur GABAB que le phénibut (S) et se trouve donc être l'énantiomère actif au niveau du récepteur GABAB.
À des concentrations très élevées, le phénibut agirait également comme un agoniste du récepteur GABAA, qui est le récepteur responsable des actions des benzodiazépines, des barbituriques et de l'alcool.
Le phénibut se lie également aux canaux calciques dépendants du voltage (CCDV) contenant des sous-unités α2δ et les bloque, de la même manière que la gabapentine et la prégabaline, et est donc un gabapentinoïde (en),. Les deux énantiomères du phénibut présentent sur ce plan une affinité similaire (Ki = 23 et 39 μM, respectivement).
De plus, le phénibut (R) possède une affinité 4 fois plus grande pour les CCDV que pour le récepteur GABAB (K i = 92 μM), tandis que le ( S ) -phénibut ne se lie pas de manière significative au récepteur GABAB (Ki > 1 μM). Sur la base des résultats de cette étude, le phénibut semble avoir une puissance entre 5 et 10 fois plus grande dans ses interactions avec les CCDV contenant une sous-unité α2δ qu'avec le récepteur GABAB. Pour cette raison, le véritable mécanisme d'action du phénibut semble passer par le blocage des CCDV contenant une sous-unité α2δ, ce qui peut expliquer les différences entre le phénibut et son proche parent le baclofène (qui, en contraste, a une activité essentiellement insignifiante en tant que CCDV (Ki = 6 μM) pour le récepteur GABAB et Ki = 156 μM) pour les CCDV contenant une sous-unité α2δ soit une différence d'affinité de l'ordre de 26),.

## Pharmacocinétique
Après ingestion d'une dose de 250 mg chez des volontaires sains, la demi-vie d'élimination est d'environ 5,3 heures et le médicament est à 63 % excrété tel quel dans les urines.
Certaines informations limitées ont été décrites sur la pharmacocinétique du phénibut chez les utilisateurs récréatifs prenant des doses beaucoup plus élevées (par exemple, 1 à 3 grammes) que les doses cliniques typiques. Chez ces personnes, le début d'action du phénibut a été rapporté à 2 à 4 heures par voie orale et 20 à 30 minutes par voie rectale, les effets de pointe sont décrits comme se produisant 4 à 6 heures après l'ingestion orale, et la durée totale de la voie orale a été rapportée entre 15 et 24 heures heures (soit environ 3 à 5 demi-vies terminales),.

## Indications
Le phénibut est utilisé en Russie, en Ukraine, en Biélorussie et en Lettonie comme médicament pour traiter l'anxiété et améliorer le sommeil (par exemple, dans le traitement de l'insomnie). Il est également utilisé pour diverses autres indications, dont le traitement de l'asthénie, de la dépression, de l'alcoolisme, du syndrome de sevrage alcoolique, du syndrome de stress post-traumatique, du bégaiement, des tics, des troubles vestibulaires, de la maladie de Menière, des vertiges, pour la prévention du mal des transports, et pour la prévention de l'anxiété avant ou après des interventions chirurgicales ou des examens médicaux douloureux.
Des allégations erronées de médicament ou de complément alimentaire lui sont attribuées.

## Contre-indications
- Intolérance au phénibut
- Grossesse et allaitement
- Enfants de moins de deux ans
- Insuffisance hépatique
- Lésions ulcéreuses du tractus gastro-intestinal

## Effets secondaires

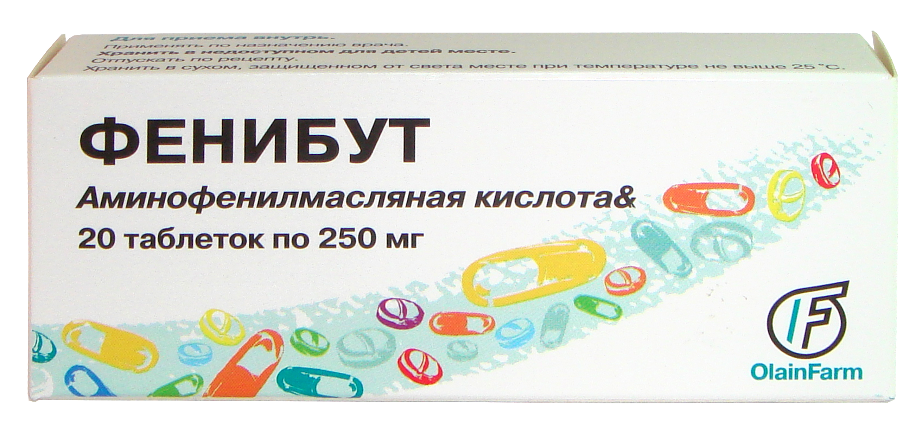
Phénibut commercialisé en Russie

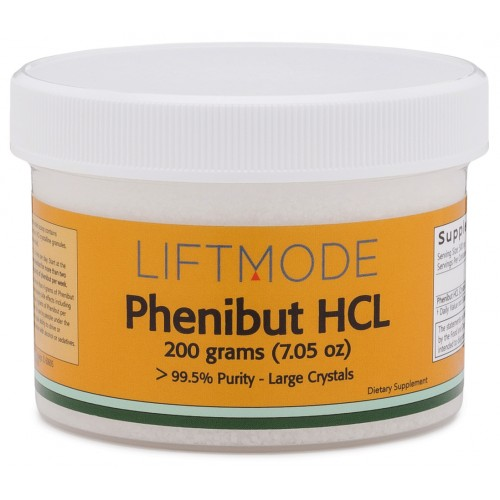
Phénibut vendu sur le Net

Les effets secondaires possibles peuvent inclure de la sédation, de la somnolence, des nausées, de l'irritabilité, de l'agitation, de l'anxiété, des étourdissements, des maux de tête et des réactions allergiques à type d'éruptions cutanées et de démangeaisons. À des doses élevées, une incoordination motrice, une perte d'équilibre et une gueule de bois peuvent survenir.
Des symptômes de sevrage peuvent survenir lors de l'arrêt du traitement et, chez les utilisateurs récréatifs prenant des doses élevées, une anxiété de rebond sévère, de l'insomnie, de l'irritabilité, de l'agitation, des hallucinations visuelles et auditives voire une décompensation de psychose aiguë ont été rapportés.
En raison de ses effets dépresseurs sur le système nerveux central, les personnes prenant du phénibut doivent s'abstenir d'activités potentiellement dangereuses telles que l'utilisation de machines lourdes. En cas d'utilisation prolongée de phénibut, en particulier à des doses élevées, la fonction hépatique et la formule sanguine doivent être surveillés, en raison du risque de stéatose hépatique et d'éosinophilie.
Une enquête, portant sur la période de 2007 à 2019, a été demandée par l'ANSM, a été effectuée par  les Centres d’Évaluation et d’Information sur la Pharmacodépendance-Addictovigilance.
Les rendus de l'étude ont pointé une augmentation récente du nombre d’intoxications chez des usagers de phénibut (7 cas sur 14 signalements en 2019). Des cas de dépendance, mais aussi des intoxications plus graves comme des troubles psychiatriques ou des comas.
En février 2018, l'Administration australienne des produits thérapeutiques l'a déclarée substance interdite, invoquant des problèmes de santé dus au sevrage et à une surdose,.
Le 14 novembre 2018, la Hongrie a ajouté le phénibut et 10 autres produits à sa liste d'interdiction des nouvelles substances psychoactives.
Le 11 décembre 2019, la Lituanie a ajouté le phénibut et 9 autres produits à sa liste d'interdiction des nouvelles substances psychoactives,. 
Le 26 août 2020, l'Italie a ajouté le phénibut à sa liste d'interdiction des nouvelles substances psychoactives.